# Adolf Goldfeder

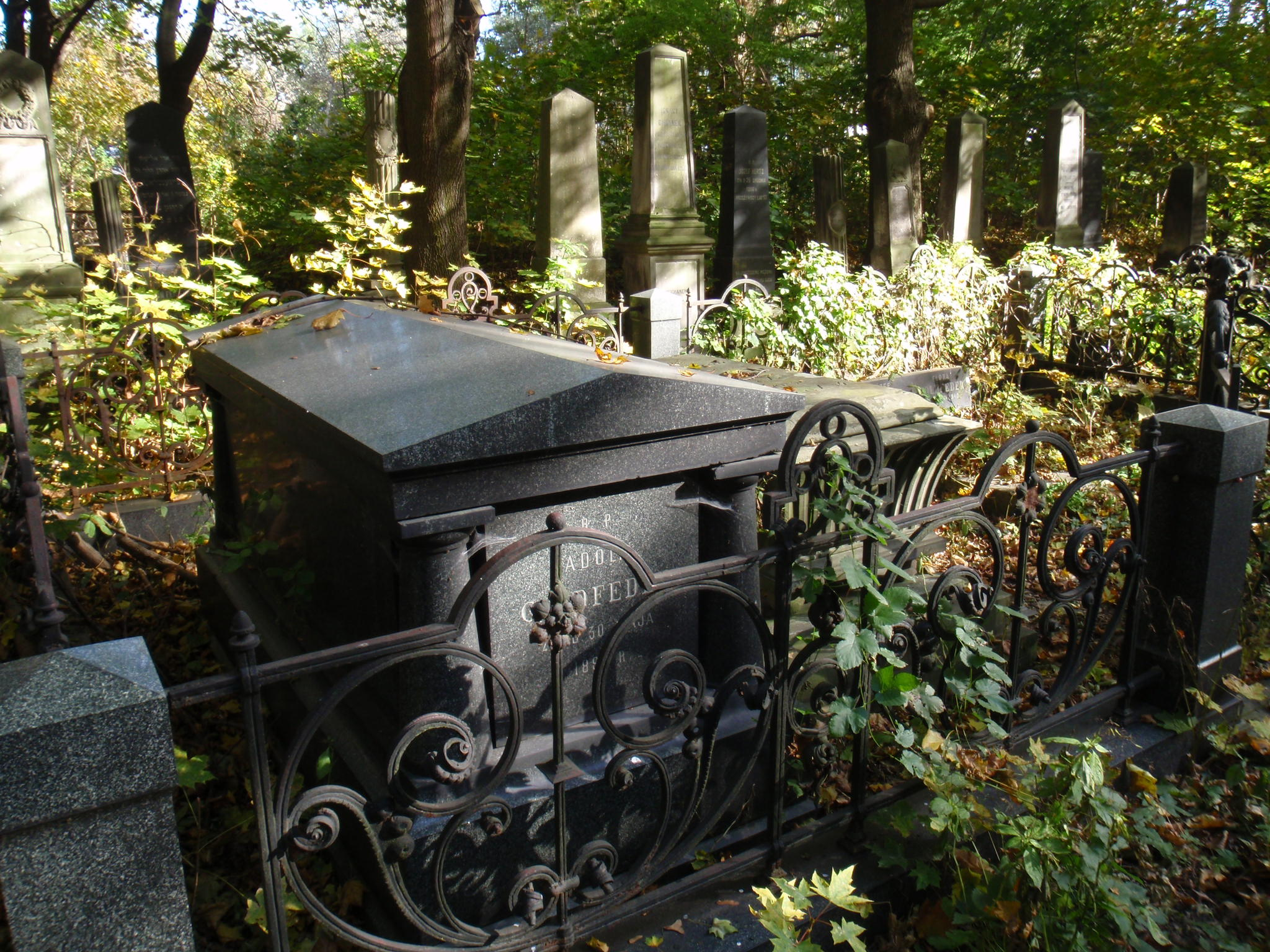
Grab von Adolf Goldfeder

Adolf Goldfeder  (* 1836; † 30. Mai 1896 in Warschau) war ein polnischer Bankier jüdischer Herkunft.
Goldfeder war mit Rose Heyman (1839–1923) verheiratet. Sie hatten die Söhne Bolesław (japanischer Konsul und Mitglied des Vorstandes der Kultusgemeinde in Warschau), und Józef sowie die Tochter Stephanie, die Frau des Grafen Jerzy Skarbek.
1860 gründete Goldfeder die Bank Dom Bankowy; das Kapital dafür erlangte er durch Gewinne in der Lotterie. Er führte die Bank in Łódź zusammen mit seinem Bruder Maximilian.
Goldfeder kreditierte den Bau der Bahnstrecke Warszawa–Radzymin. Ein großer Konkurrent Goldfeders war der jüdische Bankier Wilhelm Landau aus Warschau. Nach dem Tod von Adolf Goldfeder im Jahr 1896 wurde die Bank von seinen Söhnen Bronisław und Józef übernommen. In der Weltwirtschaftskrise 1932 wurde sie liquidiert.
Adolf Goldfeder stiftete für die Synagoge in Łódź den Toraschrein. Er wurde auf dem jüdischen Friedhof an der Okopowa-Straße in Warschau begraben.